# مانیتور (فیلم)
مانیتور (انگلیسی: The Monitor) یک فیلم نروژی به کارگردانی پل اشلتئاونه است که در سال ۲۰۱۱ منتشر شد. از بازیگران آن می‌توان به نومی راپاس اشاره کرد.

## خلاصه داستان
آنا که از رفتارهای شوهرش خسته شده است ، به همراه پسر ۸ ساله‌اش از خانه فرار می‌کند و در یک آپارتمان مخفی می‌شود. او وحشت و هراس دارد از اینکه شوهرش آنها را پیدا کند. به همین دلیل برای اتاق پسرش یک مانیتور می‌گیرد که بتواند همیشه اتاق او را چک کند. اما زمانی که شب می‌شود صداهای ترسناک ، وحشتناک و عجیب و غریبی از مانیتور می‌آید و…